# 遊印
遊印（ゆういん）は、姓名や雅号、商号や屋号など特定の個人や法人に帰属しない文字を印文にした印章のことである。詞句印ともいう。文学や思想などを表現した語句が選ばれることが多く、篆刻家が好んで作印する。
なお、遊印に対立する印章を恒操印という。

## 概略
「遊印」とは、もともとは明代に皇帝の辞令などの不正を防ぐ目的で文書に捺された印のうち、右肩部分に割印された引首印（関防）に対して、押脚印または圧角印を指し示す呼称である。書画に捺すようになってから自由に場所を選んで捺せるという意味で使われ始めた。
しかし、その印文の意味を捉えるならば、戦国時代から秦・漢において関章（閑章）と呼ばれた印章の流れを汲んでいる。
関章は実用的な目的を持たず、すべて私印であった。縁起のいい語句や戒めの言葉などが刻されているので吉語印と呼ぶ。この印を腰に佩帯して吉祥を招こうとしたのである。なお、稀に姓名印に吉語印を付帯したものがある。
宋代以降に文人による篆刻が盛んになると、座右の銘や詩文、宗教的な語句、風流な文などを印文とするようになる。これを成語印または世説印と呼ぶ。絹や紙に鈐印して書画の飾りとしたのである。南宋の賈似道の用いた「賢者而後楽此」の印が成語印の最初とされる。元朝では趙孟頫や王冕に見られ、明の文彭・何震以降に大量に出現した。
書画の落款として使用される場合、白文（陽刻）の姓名印の下に、朱文（陰刻）の遊印が捺されることが一般的である。この風習は明代の沈周に始まりその後呉派によって広められた。
日本では江戸時代初期に翻刻された『飛鴻堂印譜』に感化を受けた書家や文人によって遊印が作成され始めた。
遊印が登場して篆刻の芸術性が認められるようになった。日本では篆刻作品は書展に出品されている。

### 吉語印の語句例
- 「疢疾除永康体万寿富」
- 「正行無私」
- 「千秋」
- 「日利」
- 「長楽」
- 「長光」
- 「常利」
- 「長富」
- 「敬事」
- 「高志」
- 「思言」

### 成語印の語句例
- 「仁侠自喜」
- 「般若波羅蜜」
- 「一笑百處忘」
- 「山高水長」
- 「行雲流水」
- 「曲則全」

## 成語印の主な印譜
- 張灝『学山堂印譜』
- 周亮工『頼古堂印譜』
- 汪啓淑『飛鴻堂印譜』